# شکنجه روانی
شکنجه روانی یا شکنجه روحی نوعی شکنجه است که در درجه اول به اثرات روانی متکی است و فقط در درجه دوم به هرگونه آسیب جسمی وارد میشود. اگرچه همه شکنجه‌های روانی شامل استفاده از خشونت جسمی نیست، اما بین شکنجه روانی و شکنجه جسمی استمرار وجود دارد. این دو اغلب در رابطه با یکدیگر استفاده می‌شوند و اغلب در عمل با هم همپوشانی دارند، با ترس و درد ناشی از شکنجه جسمی که اغلب منجر به اثرات روانی طولانی مدت می‌شود، و بسیاری از اشکال شکنجه روانی شامل نوعی رنج یا تهدید است.

## پیمان نامه سازمان ملل متحد علیه شکنجه
پیمان نامه مقابله با شکنجه و سایر رفتارهای ظالمانه، برخورد یا مجازات غیرانسانی یا تحقیرآمیز (معروف به پیمان نامه سازمان ملل متحد علیه شکنجه) یک معاهده بین‌المللی حقوق بشر است، تحت بررسی سازمان ملل متحد قرار دارد که هدف آن جلوگیری از شکنجه و سایر اقدامات ظالمانه، برخورد یا مجازات غیرانسانی، یا تحقیرآمیز در سراسر جهان است. این پیمان نامه کشورها را ملزم می‌کند تا اقدامات مؤثری را برای جلوگیری از شکنجه در هر ایالتی که تحت صلاحیت آنها باشد، اتخاذ کنند و کشورها را برای انتقال مردم به هر کشوری که دلیلی بر این باور باشد که شکنجه ممکن است رخ دهد ممنوع می‌کند.
متن پیمان نامه در ۱۰ دسامبر ۱۹۸۴توسط مجمع عمومی سازمان ملل متحد به تصویب رسید و پس از تصویب توسط حزب دولت بیستم، در ۲۶ ژوئن ۱۹۸۷ لازم‌الاجرا شد. ۲۶ ژوئن اکنون به افتخار پیمان نامه، به‌عنوان روز جهانی حمایت از قربانیان شکنجه شناخته شده‌است. از ماه مه سال ۲۰۱۵، این پیمان نامه ۱۵۸ حزب دولتی دارد.
این پیمان نامه برای اولین بار در تاریخ تعریفی از شکنجه روانی ارائه داد:
شکنجه هر عملی است که دراثر آن دردیا رنج شدید، چه جسمی و چه ذهنی، عمداً به منظور دستیابی از اطلاعات یا شخص ثالث یا اعتراف به شخص تحمیل می‌شود، مجازات وی برای عملی که او یا شخص ثالث مرتکب شده یا مظنون به ارتکاب آن است، یا ارعاب یا اجبار او یا شخص ثالث، یا به هر دلیلی مبتنی بر تبعیض از هر نوع باشد، هنگامی که چنین درد یا رنجی با تحریک یا با رضایت یا تعهد یک مقام دولتی یا شخص دیگری است که در مقام رسمی عمل می‌کند.
پروتکل اختیاری چنین پیمان نامه ای(OPCAT، ۲۰۰۶) علاوه بر این مهم کنوانسیون سازمان ملل است. کمیته مقابله با شکنجه (CAT) مجموعه ای از متخصصان مستقل است که بر اجرای پیمان نامه توسط دولتهای عضو نظارت می‌کند. احزاب تمام کشورها موظفند طبق پیمان نامه گزارشهای منظمی در مورد نحوه اجرای حقوق به CAT ارائه دهند. پس از تصویب کنوانسیون، کشورها باید ظرف یک سال گزارشی ارائه دهند، و پس از آن موظفند هر چهار سال یکبار گزارش دهند. کمیته هر گزارش را بررسی می‌کند و نگرانی‌ها و توصیه‌های خود را در قالب «مشاهدات نهایی» به دولت عضو می‌پردازد. تحت شرایط خاص، CAT ممکن است شکایات یا ارتباطات افرادی را که ادعا می‌کنند حقوق آنها طبق این پیمان نامه نقض شده‌است، در نظر بگیرد. CAT معمولاً در ماه مه و نوامبر در ژنو برگزار می‌شود.
تعریفی معاصر از شکنجه روانی آن دسته از فرایندهایی است که «شامل حمله یا دستکاری ورودی‌ها و فرایندهای ذهن آگاهانه است که به فرد اجازه می‌دهد تا در جهان پیرامون خود بماند،کنترل خود را حفظ کند و شرایط کافی برای قضاوت داشته باشد، درک کند و آزادانه تصمیماتی بگیرد که ترکیبات اساسی تشکیل دهنده خود بی ضررند». مقیاس محیط شکنجه اولین مقیاس برای اندازه‌گیری محیط‌های شکنجه بر اساس این مدل است.

## انواع شکنجه روانی
بسیاری از اشکال روشهای شکنجه روانی سعی در از بین بردن خود عادی سوژه از هر نوع کنترل بر محیط خود، ایجاد وضعیت از ناتوانی آموخته شده، عقب‌گرد روانی و شخصی‌سازی دارند. تکنیک‌های دیگر شامل برهنگی اجباری و تراشیدن سر، کمبود خواب، سرپوش گذاشتن و سایر اشکال محرومیت حسی است.
یک روش کاملاً ترس آور اعدام ساختگی است. تهدیدهای مختلف با همان اصل ایجاد کننده ترس عمل می‌کنند.
روش دیگر شکنجه غیرمستقیم است، که در آن یک قربانی مجبور می‌شود شاهد شکنجه شخص دیگری باشد، که اغلب یک دوست است. این طعمه محبت قربانی و وفاداری به شریک زندگی، اقوام، دوست، رفیق و غیره است که درد واقعی او باعث رنج‌های شرورانه در قربانی روانی هدفمند می‌شود، که به این ترتیب با گناه همراه است اما از آسیب جسمی که ممکن است بر او تأثیر بگذارد، ناشی می‌شود یا توانایی او برای پیروی.

## اثر شکنجه
درحالی‌که شکنجه روانی ممکن است هیچ آسیب جسمی پایداری نداشته باشد - در واقع، این اغلب یکی از انگیزه‌های استفاده از شکنجه روانی است نه جسمی - می‌تواند منجر به آسیب‌های روانی دائمی به قربانیان آن شود.
روشهای شکنجه روانی توسط پزشکان و روانشناسان و در رابطه با آنها ابداع شد. مشارکت پزشکی در شکنجه در سراسر جهان اتفاق افتاده‌است و از ویژگیهای برجسته عمل بازجویی ایالات متحده در تأسیسات آژانس اطلاعات نظامی و مرکزی (سیا) بود.

## حوادث شکنجه
ایالات متحده پس از حملات ۱۱ سپتامبر از روشهای شکنجه روانی در خلیج گوانتانامو و سایر مناطق استفاده کرد. بسیاری از کشورهای دیگر متهم به استفاده از شکنجه روحی و روانی شده‌اند از جمله اسرائیل